# Седьмые врата ада
«Седьмые врата ада» (итал. E tu vivrai nel terrore - L'aldilà) — итальянский фильм ужасов 1981 года режиссёра Лучо Фульчи. Премьера фильма состоялась 22 апреля 1981 года. Фильм не является продолжением более раннего фильма режиссёра «Город живых мертвецов».

## Сюжет
1927 год, штат Луизиана. Группа вооруженных людей врывается в гостиницу, в которой проживает художник-оккультист Швейк, и обвиняет его в колдовстве. В оправдание тот заявляет, что согласно книге пророчеств Эйбона гостиница стоит на одном из семи проклятых мест (т. н. «врат ада»), и только он может спасти местных жителей. Не удовлетворившись объяснениями, люди убивают Швейка, забив его цепями, распяв на стене подвала и облив негашённой известью. Параллельно книгу пророчеств Эйбона находит и читает некая девушка.
В 1981 году старая гостиница переходит по наследству к приехавшей из Нью-Йорка Лайзе Меррил, которая решает привести её в порядок и нанимает для этого архитектора Мартина Эвери. В доме также проживает старый персонал гостиницы: женщина по имени Марта и её взрослый сын Артур. В самом начале ремонта происходит несчастный случай: один из маляров видит в окне слепую женщину и срывается со стропил. Приехавший по вызову доктор Джон Маккейб отвозит маляра в больницу. После этого в дом для починки неработающего водопровода приезжает слесарь Джо. Спустившись в затопленный подвал, Джо обнаруживает место, где был распят художник, после чего его убивает вырвавшаяся из бреши в стене рука.
Отправившись в город за покупками, Лайза встречает на мосту слепую девушку (читавшую книгу пророчеств в начале фильма) с собакой-поводырём. Девушка называет себя Эмили, также выясняется, что она знает Лайзу по имени и ищет её. Лайза приезжает в дом Эмили, где та безуспешно пытается уговорить её отказаться от гостиницы и уехать. Тем временем в подвал гостиницы спускается Марта и находит там трупы Джо и художника Швейка.
Оба тела отвозят в местный морг, где коллега Маккейба Харрис подключает труп художника к экспериментальному аппарату, улавливающему мозговые волны. В момент, когда врач отлучается, аппарат начинает подтверждать мозговую активность мёртвого тела. В это же время в морг приезжает вдова Джо Мэри Энн с их дочерью Джилл. Оставив девочку за дверью, Мэри Энн одевает труп Джо в костюм для похорон. Затем Джилл слышит крик матери, вбегает в помещение и видит, что Мэри Энн мертва, а её лицо сожжено кислотой, вылившейся из опрокинувшейся на полке банки. Здесь же Джилл видит оживающие трупы покойников.
Встретившись в городе, Лайза и Маккейб обедают в ресторане, где лучше узнают друг друга. Лайза заявляет, что несмотря на произошедшие несчастные случаи, не собирается отказываться от гостиницы, так как это её последний шанс устроить свою жизнь. Маккейб между словом ставит её в известность, что, будучи местным, никогда не слышал ни о Марте, ни об Артуре. После этого Маккейбу звонят из больницы и сообщают о случившемся в морге. Впоследствии Лайза приезжает на похороны Джо и Мэри Энн, где видит оставшуюся сиротой Джилл. Уходя с кладбища, Джилл открывает глаза, которые оказываются слепыми, как у Эмили.
Ночью в своём доме Лайза встречает Эмили, которая рассказывает ей историю о вратах ада и убитом художнике и уверяет, что его призрак вернулся в дом. Здесь же Эмили замечает написанную Швейком картину с изображением ада. После этого у неё случается истерика, и она убегает из дома, причём Лайза при этом не слышит звука её шагов (подтверждение того, что Эмили является призраком). Следующим утром Лайза решает осмотреть номер 36, где жил Швейк. В комнате она находит книгу Эйбона, а в ванной видит самого распятого Швейка. Выбежав из номера, Лайза сталкивается с приехавшим в гостиницу Маккейбом, который не находит в номере ни книги, ни Швейка. Лайза также рассказывает Маккейбу про слепую Эмили, и тот клянётся, что такая девушка в округе не живёт.
Прогуливаясь позже по городу с Мартином, Лайза предоставляет ему полную свободу действий в плане реконструкции гостиницы. Когда Мартин наведывается в библиотеку, чтобы отыскать старые архитектурные планы здания, он находит странные чертежи на одной из верхних полок и падает с лестницы. Ударившись головой о пол, он оказывается парализован, после чего его убивают сползшиеся к телу пауки-птицееды.
Наведавшись к дому Эмили, Маккейб убеждается, что тот пуст и заброшен, однако находит там упоминавшуюся Лайзой книгу, которую берёт с собой. Позже, осматривая лежащий в морге труп Швейка, Маккейб видит у него на руке изображённый в книге символ. В книге он также находит строки о том, что когда врата ада откроются, мёртвые вернутся к жизни.
Убийства между тем продолжаются. Проводя уборку в номере 36, Марта спускает грязную воду в ванной и обнаруживает лежащий в ней труп Джо, который нападает на неё и убивает. Ночью Швейк заявляется к Эмили, которая умоляет его не забирать её обратно, в конце концов спустив на него собаку. Псу удаётся прогнать монстра, однако после этого он загрызает и свою хозяйку. Той же ночью в поисках Марты и Артура Лайза спускается в подвал, где погибший Артур пытается её схватить.
Вырвавшись и выбежав из подвала, Лайза снова сталкивается с Маккейбом, который вновь не находит никаких следов нападавшего, и его скептицизм по отношению к тому, что говорит Лайза, возрастает. В подвале тем не менее начинают рушиться стены и сверкать молнии. Покинув дом, Маккейб с Лайзой едут на машине в город, который оказывается безлюдным. Приехав в больницу, оба подвергаются нападению зомби, включая самого Швейка. Здесь же Лайза находит Джилл (впоследствии нападает на Лайзу, и Маккейб убивает её), а Маккейб — Харриса (вскоре погибает, поражённый осколками разбившегося окна).
Спасаясь от зомби, Маккейб с Лайзой бегут вниз по больничной лестнице, после чего вновь обнаруживают себя в подвале гостиницы. Пройдя вперёд сквозь густой туман, оба оказываются в пустынном месте, заваленном трупами, и понимают, что попали в ад, изображённый на старой картине Швейка. В финале глаза у обоих становятся слепыми.

## В ролях
- Катриона Макколл — Лайза Меррил
- Дэвид Уорбек — Джон Маккейб
- Чинция Монреале — Эмили
- Лучо Фульчи — хранитель городского архива
- Вероника Лазар — Марта

## Производство фильма
Фильм был снят за 5 недель, по 12 часов в съёмочном дне. Появление зомби в фильме первоначально не планировалось, но по просьбе германских прокатчиков (фильмы Джорджа Ромеро и самого Фульчи, где появлялись зомби, были довольно популярны в Германии) они были задействованы. Но денег в бюджете на добавление в сюжет зомби не было, тогда Фульчи собрал местных бомжей, нарядил их в больничную одежду, также был наложен специальный грим, и уговорил сниматься в фильме за выпивку, давая им спиртное между дублями.
По словам Фульчи актёр Дэвид Варбек, который исполнил одну из главных ролей в фильме, годился только для съёмок в дешёвых фильмах ужасов, но внешне был похож на Джека Николсона, что могло помочь при дистрибуции фильма.

## Художественные особенности

### Мнение режиссёра
Режиссёр фильма Лучо Фульчи говорил о нём как о бессюжетном фильме, воплотившем в себя все ужасы реального мира. В нём нет никакой логики, которая заменяется последовательностью образов. Это фильм образов, которые должны быть восприняты без размышлений.

## Прокат
Фильм был запрещён в Германии, Норвегии, а в США сильно урезан, там он вышел под названием «7 Doors of Death» («Семь дверей смерти»). Лучо Фульчи в титрах был указан как Луи Фуллер, а многие «кровавые» сцены, как и атмосферная музыка Фабио Фрицци были вырезаны. Но некоторое время спустя он был выпущен в нормальном варианте под названием «Врата ада».
В 1998 году фильм был повторно выпущен в прокат, в результате чего принёс около 1 млн. $ чистой прибыли.
Оригинальное название можно перевести с итальянского как «И вы будете жить в страхе — загробной жизни». В мировой прокат фильм вышел под названием The Beyond — «Извне».